# 조경한
조경한(趙擎韓, 1900년 7월 30일 ~ 1993년 1월 7일)은 대한민국의 독립운동가 출신 정치인이다. 본관은 옥천이며, 전라남도 순천 출생이다. 호는 백강, 다른 이름은 안훈이다.
1944년 4월 임시정부 국무위원을 지냈다. 1945년 9월 임정 비서실장인 차리석이 병사하면서 임정 비서실장에 선출되었다. 12월 임시정부 귀국 제2진으로 국내에 귀국하였으며 전라북도 군산비행장을 통해 입국했다.
1946년 2월 14일 비상국민회의 징계청원위원장으로 선출되었다. 1949년 8월 20일 민족진영강화위원회 상무위원에 선출되었다.
1950년에 치러진 제2대 국회의원 선거에서 한국독립당 후보로 전북 익산군 을 선거구에 출마했지만 12.65%의 득표율을 기록하면서 낙선했다. 
1963년에 치러진 제6대 국회의원 선거에 민주공화당 후보로 전남 순천시·승주군 선거구에 출마해 당선되었다. 
1962년 건국훈장을 수여받았다.
1993년 1월 7일, 한양대학교병원에서 노환으로 사망했다.

## 역대 선거 결과
|  | 12.65% |

|  | 16.96% |

|  | 10.35% |

|  | 36.41% |